# Polycentrus schomburgkii
Polycentrus schomburgkii, thường được gọi là cá lá Guyana, là một loại cá nước ngọt nhiệt đới thuộc chi Polycentrus trong họ Polycentridae. Loài này được mô tả lần đầu tiên vào năm 1849.

## Phân bố và môi trường sống
P. schomburgkii được tìm thấy tại đảo quốc Trinidad và các con sông ven Đại Tây Dương ở phía đông bắc Nam Mỹ, thuộc các quốc gia Venezuela, Guyana, Suriname, Guiana thuộc Pháp và Brazil. P. schomburgkii ưa sống ở những vùng nước ngọt hoặc nước lợ (thường là nước lợ), độ pH khoảng 6,0 đến 7,0 và nhiệt độ khoảng 22 - 26 °C.

## Mô tả
P. schomburgkii là một loài cá nhỏ, với chiều dài ở cá thể trưởng thành là khoảng 5,5 cm. Thân của P. schomburgkii có các sọc màu sậm xen kẽ. Đây là loài dị hình giới tính; con mái có màu nâu sẫm trong khi con đực có màu đen bóng với những đốm màu ánh bạc. Phần đầu của P. schomburgkii có một đường sọc đen băng qua mắt đến gần vây ngực. Con đực lớn hơn và có màu sắc nổi bật hơn con mái, Nắp mang, vây lưng và vây hậu môn của con đực có các đốm tròn màu sẫm. P. schomburgkii có phần hàm và mắt lớn.
Số ngạnh ở vây lưng: 16; Số vây tia mềm ở vây lưng: 8; Số ngạnh ở vây hậu môn: 13; Số vây tia mềm ở vây hậu môn: 7.
Thức ăn chủ yếu của loài này là các loại côn trùng, sâu bọ và cá con.